# Fats Everett
Fats Everett, właśc. Robert Ashton Everett (ur. 24 lutego 1915 w Union City, zm. 26 stycznia 1969 w Nashville) – amerykański kongresmen z Tennessee. Swoją funkcję pełnił od 1 lutego 1958 aż do śmierci.
W roku 1936 został absolwentem Murray State College (obecnie Murray State University). Podczas II wojny światowej w latach 1942–1945 służył w armii amerykańskiej. Pochowany został na cmentarzu w East View w Union City.